# 白鳥おどり
白鳥おどり（しろとりおどり）は、岐阜県郡上市白鳥町（旧・郡上郡白鳥町、通称「美濃白鳥」）で開催される伝統的な盆踊りである。
古くは若い男女がおどりを通じ心を触れ合わせる場として存在し、現在も多くの人々に親しみつづけられている。愛称として「白鳥マンボ」とも呼ばれている。

## 沿革
- 1682年（天和2年） - 長瀧寺「荘厳講執事帳」（白鳥町史史料編）に、白鳥及び郡上地域の踊りの記録がある。
- 1723年（享保8年） - 「経聞坊留記」の一節に「盆中御宮にて 踊り申事奉行により停止の書状到来」とあることから、これ以前より盛んに踊られていたことが分かっている。
- 1874年（明治7年） - 明治政府による欧化政策に伴い、岐阜県が盆踊りを禁止する布達を出す。
- 1947年（昭和22年） - 白鳥踊り保存会を結成。二十数人の会員が集まって、初代会長に曽我彦兵が選出。1962年頃から、観光行事としても取り上げられるようになる。[2]
- 1971年（昭和46年） - 白鳥踊り保存会を再編成。[3]
- 1996年（平成8年）12月5日 - 「白鳥の拝殿踊り」が白鳥町（後に郡上市）重要無形民俗文化財に指定。同月20日にふれあい創造館にて交付式を挙行[4]
- 1997年（平成9年） - 白鳥踊り保存会結成50周年を迎え、記念事業を実施する。
- 2001年（平成13年）1月23日 -「白鳥の拝殿踊り」が岐阜県の重要無形民俗文化財に指定される[5]。
- 2003年（平成15年）2月20日 -「白鳥の拝殿踊」が国の記録作成等の措置を講ずべき無形の民俗文化財（選択無形民俗文化財）に選択される。
- 2014年（平成26年）7月9日 - 拝殿踊り発祥祭を長滝白山神社で開催。同寺所蔵「経聞坊留記」に「盆中御宮にて 踊り申事奉行により停止の書状到来」と記述がある日を発祥の日と定めた。
- 2020年（令和2年）
  - 5月14日 - 新型コロナウイルス感染症の拡大防止を図るため、白鳥の拝殿おどりの発祥祭中止が発表される。
  - 7月18日 - 白鳥おどりの伝統を守るため、拝殿おどり発祥祭がおどり発祥の地白鳥神社にて行われる。
- 2021年（令和3年）6月11日 - 白鳥おどり実行委員会は、この年の白鳥おどり、白鳥の拝殿踊りを中止すると発表した[6]。
- 2022年（令和4年） - 21夜にわたり開催されたが、新型コロナウイルス感染症の拡大防止のため、徹夜おどりの時間が深夜1時までの短縮や白鳥おどりPASSの発行、手指消毒、 検温、マスク着用を求めるなどの対策を行った。
- 2025年（令和7年）1月28日 -「白鳥踊」が郡上市の重要無形民俗文化財に指定される[7]。
- 2025年（令和7年）3月28日 -「白鳥の拝殿踊」が国の重要無形民俗文化財に指定される[8]。

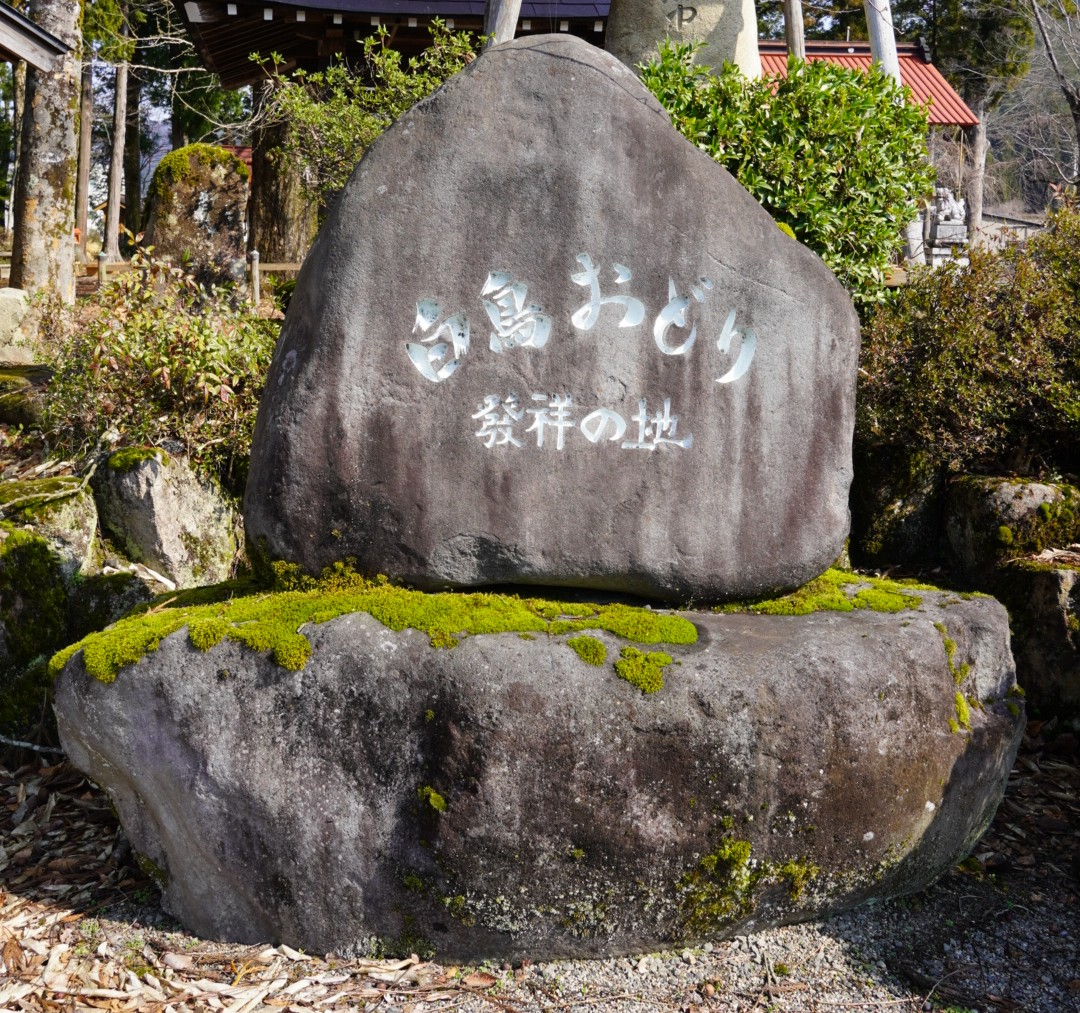
白鳥神社境内にある白鳥おどり発祥の碑

## 概要
- 白鳥おどりは、美濃白鳥などの神社における拝殿踊りとして江戸期から伝承されていた白山民謡文化圏の数多くの踊りの中から、白鳥踊り保存会が代表的な幾つかの踊りの種目を選出して整備したものである。[2]活動的な踊りは若者に喜ばれて人気がある。[1]
- 郡上おどりと比べてテンポが速い曲目に、身体全体を使ったこなしが多い。[1]
- 各会場にキリコ灯籠を吊るして、その下で踊る。
- 白鳥郵便局では、白鳥おどりに因んだ風景印が配備されている。

### キリコ灯籠
- 切子燈篭とも書く。
- お盆に吊るし、仏教に深いつながりがあるキリコ灯籠は神仏習合の時代に長滝白山神社の拝殿に吊るされたことから各地の神社でも吊されるようになったと言い伝えられており、白山信仰の深さがうかがわれる。
- おどり屋台にもキリコ灯籠が飾られている。

### 開催期間及び会場
- 7月20日前後に行われる発祥祭に始まり、8月下旬のおどり納めまで約20夜にわたり行われる。
- 8月13日・14日・15日は徹夜おどりが行われ、翌朝4時まで踊り明かされる。
- 9月下旬には白鳥秋祭りに協賛し、変装踊りが行われる。
- 踊り会場は白鳥町内の市街地で行われる。

### 種目
|   | 曲名       | 読み方       | 備考 |
| - | ---------- | ------------ | --- |
| 1 | 源助さん   | げんすけさん | 三河や越前にも存在する白山民謡文化圏本来の曲とは関連が無い、種目の中では異質の民謡。 大正時代に愛知県の製糸工場へ女工に行っていた人々から伝わったといわれる。源助節や源助踊りとも称されることがある。 |
| 2 | シッチョイ | シッチョイ   | 「白鳥」（はくちょう）または、「白鳥踊り」（はくちょうおどり）とも呼ばれることがある。 |
| 3 | 八ッ坂     | やっさか     | 現在の表記は、1947年の改称によるもの。「炭焼きくどき」と宝暦騒動を扱った「宝暦義民物語」の口説きが唄われる。 |
| 4 | 猫の子     | ねこのこ     | 郡上節にも同名の種目が存在するが、白鳥おどり特有の節回しと踊り方となっている。 |
| 5 | 神代       | じんだい     | 元々は、囃子言葉から「ドッコイサ」と呼ばれており、主に拝殿踊りでこの名が用いられている。 1947年に保存会に於いて白鳥地区として古くから伝承されたという意味合いで、神代(かみよ)になぞらえて改称された。 |
| 6 | 老坂       | おいさか     | 元々は「ヨイサッサ」と呼ばれ、1947年の改称によって定着した。歌い出しの囃子言葉にあるヨッサカがヨイサカと訛って更にオイサカと読んで当て字にしたものである。郡上節の「やっちく」と似ており、福井県には「やっさか」で存在するという。一時期、この曲を「世栄」と呼ばれていたが、1986年に「老坂」へ変更された。 |
| 7 | 世栄       | よさかえ     | 口説き節で踊る盆踊り歌。元々は「エッサッサ」と呼ばれ、1947年の改称によって定着した。「ドッコイ ドッコイ」の別名も存在する。一時期この曲を、老いてなお盛んに若い者と一緒に踊るの意を込めた「老坂」と呼ばれていたが、1986年に「世栄」へ変更された。                                                          |

- 近年[いつ?]は拝殿踊りより「さのさ」がアンコールとして用いられ踊られる。
- 以前は郡上おどりの「かわさき」や「春駒」も踊られていたが、近年[いつ?]では演奏されることはない。

### おどり屋台
おどり会場が町内各地を移動するため、1972年（昭和47年）に株式会社スズケンの寄付により移動式のおどり屋台が作成された。
総欅造りで、屋台上部の屋根が昇降式になっている。屋台倉庫格納時や移動時においては屋根を下げ、おどり会場では屋根を上げて使用する。
制作に当たり、ケヤキの巨木を購入し、宮大工白石為治郎の手によりすべてその木から造りあげている。
完成時には稚児行列を行い、踊り屋台をスズケン本社のある名古屋まで運び、広小路にてお披露目を行った。
2008年（平成20年）にはおどり屋台に未完成のままであった「木鼻」が取り付けられ、完全な形となり使用されている。

### 関連行事
- おどり名人コンクール

1994年（平成6年）より行われ、2008年（平成20年）までに14人の名人が誕生している。
- おどり免許状授与

徹夜おどり期間中、おどり本部にて審査登録された方に対しおどり保存会が審査を行い、基準を満たしていると判断された場合免許状が授与される。
- 宝暦義民太鼓

発祥祭、徹夜おどりで上演される。
- 白鳥おどり変装おどりコンクール

「白鳥おどり」の締めとして9月第四土曜日開催されている。1951年（昭和26年）9月20日に開催されたのが第1回とされており、変装踊りの元祖と云われている。以前は9月の白鳥神社例祭、最後の夜に協賛する形で行われていた。

## 白鳥の拝殿踊り

### 概略
- 神社の拝殿につるされたキリコ灯籠の下で踊られていたもので、音頭取りも踊りの輪に加わり、踊り子たちの下駄の音で調子をとり踊られる。盆踊りの原型とも考えられる形式である。

### 種目
|    | 曲名             | 備考 |
| -- | ---------------- | --- |
| 1  | 場所踊り         | 盆踊りの原形とされる。かつては「場所をおろす」といわれ、盆踊りといえばこの踊りのことを指して一晩中踊り明かしたといわれる。動作は単純素朴で一回りの速度も緩やかで、長時間踊り続けることが容易な踊りである。歌い手によっては節回しが異なることがある。 |
| 2  | 源助さん         | |
| 3  | シッチョイ       | |
| 3  | ヤッサカ         | 「八ッ坂」の原曲。 |
| 4  | 猫の子           | |
| 5  | ドッコイサ       | 「神代」の原曲。 |
| 6  | ヨイサッサ       | 「ヤッチク」及び「老坂」の原曲。 |
| 7  | エッサッサ       | 「世栄」の原曲。 |
| 8  | さのさ           | |
| 9  | ツーツーレロレロ | |
| 10 | ストトン節       | |

- 近年[いつ?]は白鳥おどりの曲目を音頭のみで踊ることもある。
- 踊り歌は、歌い出す者が適当に選び、指定されていない種目も含まれることがある。

## 音盤

### レコード
白鳥おどり保存会が関わるEP盤
- 1978年1月、白鳥踊り唄の7曲をビクターレコードで吹き込み。[22]

### CD
- 2007年7月16日に四日市大学スタジオで収録したアルバムを、2008年4月23日に発売。